# Dehgolan
Dehgolan (pers. دهگلان) – miasto w Iranie, w ostanie Kurdystan. W 2016 roku liczyło 25 992 mieszkańców.